# Franc IV. Modenski
Franc IV. Modenski (italijansko: Francesco IV Giuseppe Carlo Ambrogio Stanislao d'Asburgo-Este), avstrijsko-italijanski plemič, vojvoda Modene, Reggia in Mirandole iz hiše Avstrija-Este, * 6. oktober 1779, Milano, † 21. januar 1846, Modena. 
Njegov oče je bil Ferdinand Karl, avstrijski nadvojvoda in vojvoda Breisgau, njegova mati Maria Beatrice d'Este, vojvodinja Massa in princesa Carrara, dama Lunigiana.
Bil je vnuk Marije Terezije, vodje habsburške vladarske hiše. Leta 1812 se je Franc poročil s svojo nečakinjo princeso Marijo Beatrico Savojsko, ki je bila hči njegove sestre nadvojvodinje Marije Terezije iz Avstrije in kralja Viktorja Emmanuela I. Sardinskega.